# Seemannsmission Lübeck
Die Seemannsmission Lübeck wird betrieben von der Deutsche Seemannsmission in Lübeck e.V. und ist damit Mitglied in der Deutschen Seemannsmission. Sie befindet sich im Bundesland Schleswig-Holstein auf dem Gelände der ehemaligen Flender-Werft am Lübecker Hafen in Lübeck-Siems.

## Geschichte
1906 wurde der Verein Lübecker Seemannsmission gegründet. Zunächst wurde ein in der Hafenstraße gelegener Leseraum als Stützpunkt für Bordbesuche genutzt. 1913 wurde dann An der Untertrave ein Seemannsheim eröffnet. 1966 durch einen Neubau ersetzt und 2011 wegen Baufälligkeit und mittlerweile sehr abgelegener Lage von den Liegeplätzen wieder geschlossen. Heute befindet sich hier das Europäische Hansemuseum.

Seemannsheim 1913–1966
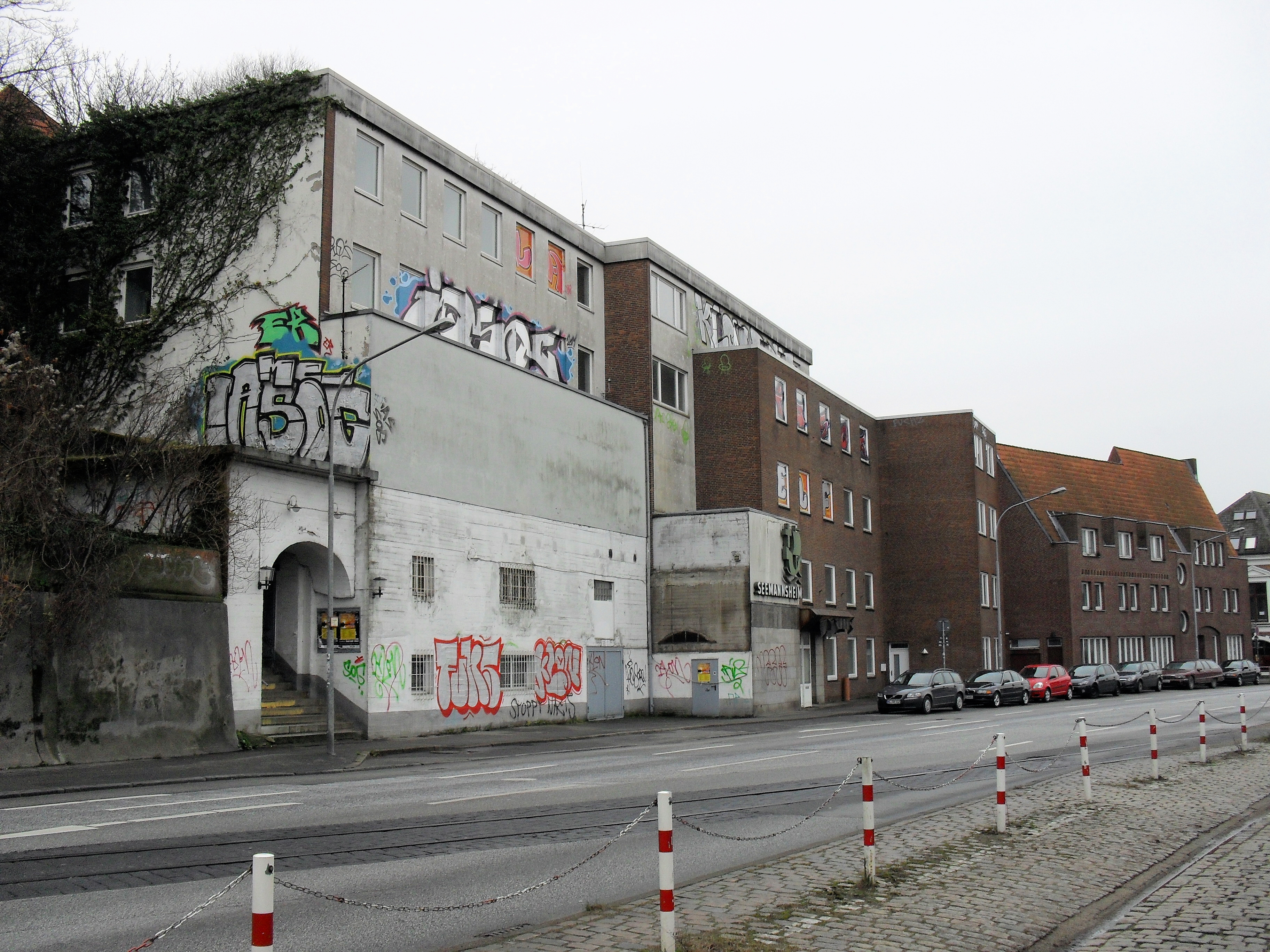
Seemannsheim 1967–2011
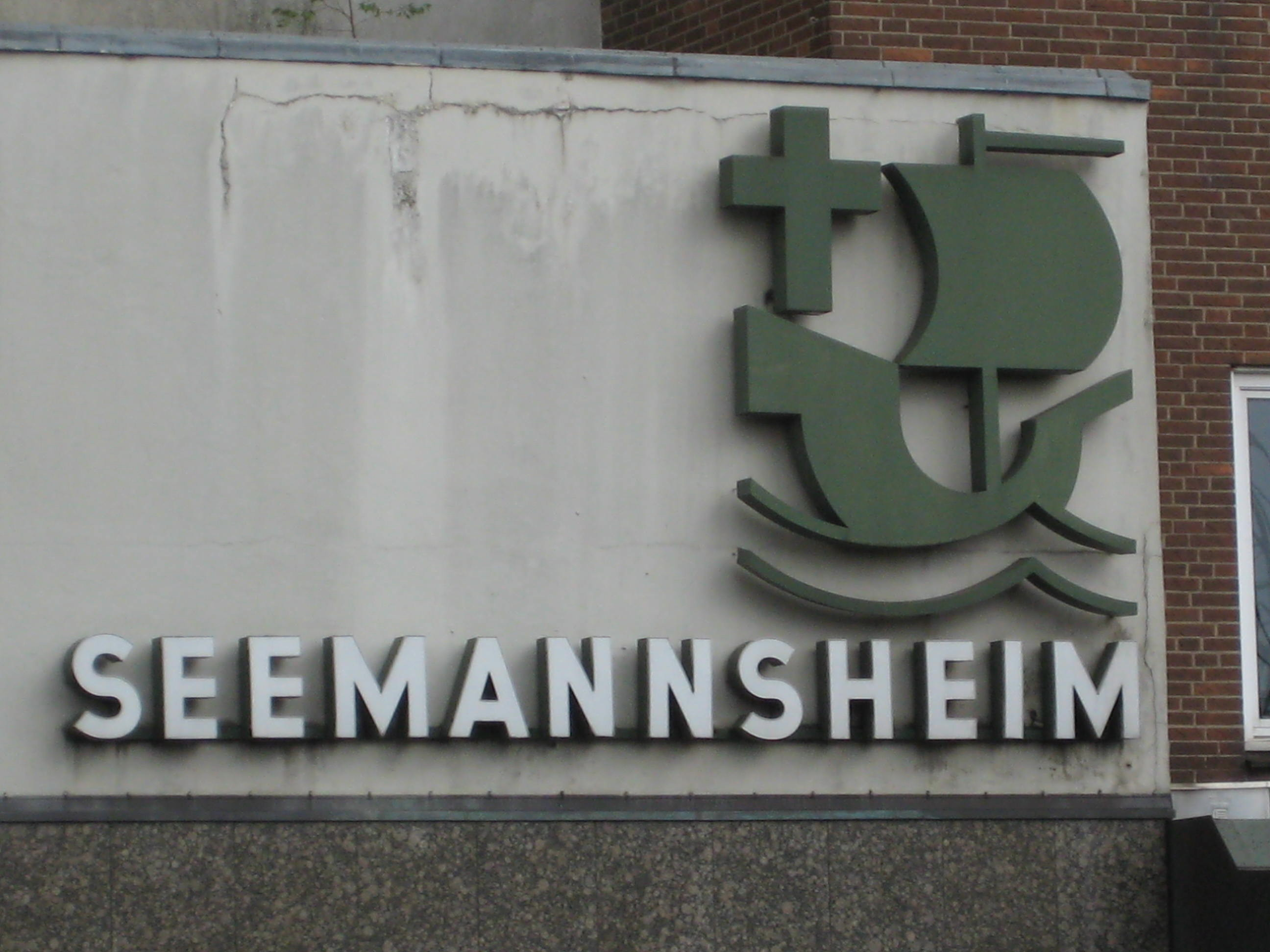
Logo des Seemannsheims

Die Reederei Lehmann bot darauf Räume in der ehemaligen Flender-Werft direkt in der Nähe der Schiffsliegeplätze an. 2010 wurden die neuen Räume zusammen mit der Verwaltung des Vereins bezogen. Jetzt wurde der Seemannsclub mit dem Namen Sweder-Hoyer eingerichtet, zum Gedenken an den ersten Seemannspastor.

## Vereinsarbeit
Die Arbeit in der Seemannsmission wird von zwölf (Stand 2020) hauptamtlichen und ehrenamtlichen Mitarbeitern geleistet. Der Transfer der Seeleute von und zu den Liegeplätzen wird per kostenlosem Bus-Shuttle angeboten. Wie in jeder Seemannsmission sind Bordbesuche wichtig, bei denen die Mitarbeiter viele für die Seeleute wichtigen Dinge im Gepäck haben, insbesondere SIM-Karten und Lesestoff in den Landessprachen. Weiterhin übernehmen die Mitarbeiter der Seemannsmission Krankenbesuche und seelsorgerische Unterstützung.

## Seemannsclub Sweder-Hoyer
Der Seemannsclub „Sweder Hoyer“ besteht seit November 2010. Die Räumlichkeiten bieten einen Treffpunkt für Seeleute, um bei Getränken, Snacks und Gemeinschaft zu entspannen und sich mit Besatzungsmitgliedern anderer Schiffe austauschen zu können. Neben Musikinstrumenten und freiem WLAN gibt es Sportmöglichkeiten wie Billard und Dart. Wichtig für Seeleute sind die Möglichkeiten zum Geldwechsel zu fairen Konditionen, zur Geldüberweisung in die Heimat und der Bezug von Büchern und Zeitschriften in den Landessprachen. Da Seeleute aus asiatischen Ländern gelegentlich die europäischen Wintertemperaturen unterschätzen, kann in einer kleinen Kleiderkammer warme Kleidung bezogen werden. Ein Shuttledienst sorgt für kostenlose An- und Rückfahrt der Seeleute zu den Liegeplätzen.